# Bistum Tianguá
Das Bistum Tianguá (lateinisch Dioecesis Tianguensis, portugiesisch Diocese de Tianguá) ist eine in Brasilien gelegene römisch-katholische Diözese mit Sitz in Tianguá im Bundesstaat Ceará. 

## Geschichte
Das Bistum Tianguá wurde am 13. März 1971 durch Papst Paul VI. mit der Apostolischen Konstitution Qui summopere aus Gebietsabtretungen des Bistums Sobral errichtet und dem Erzbistum Fortaleza als Suffraganbistum unterstellt.

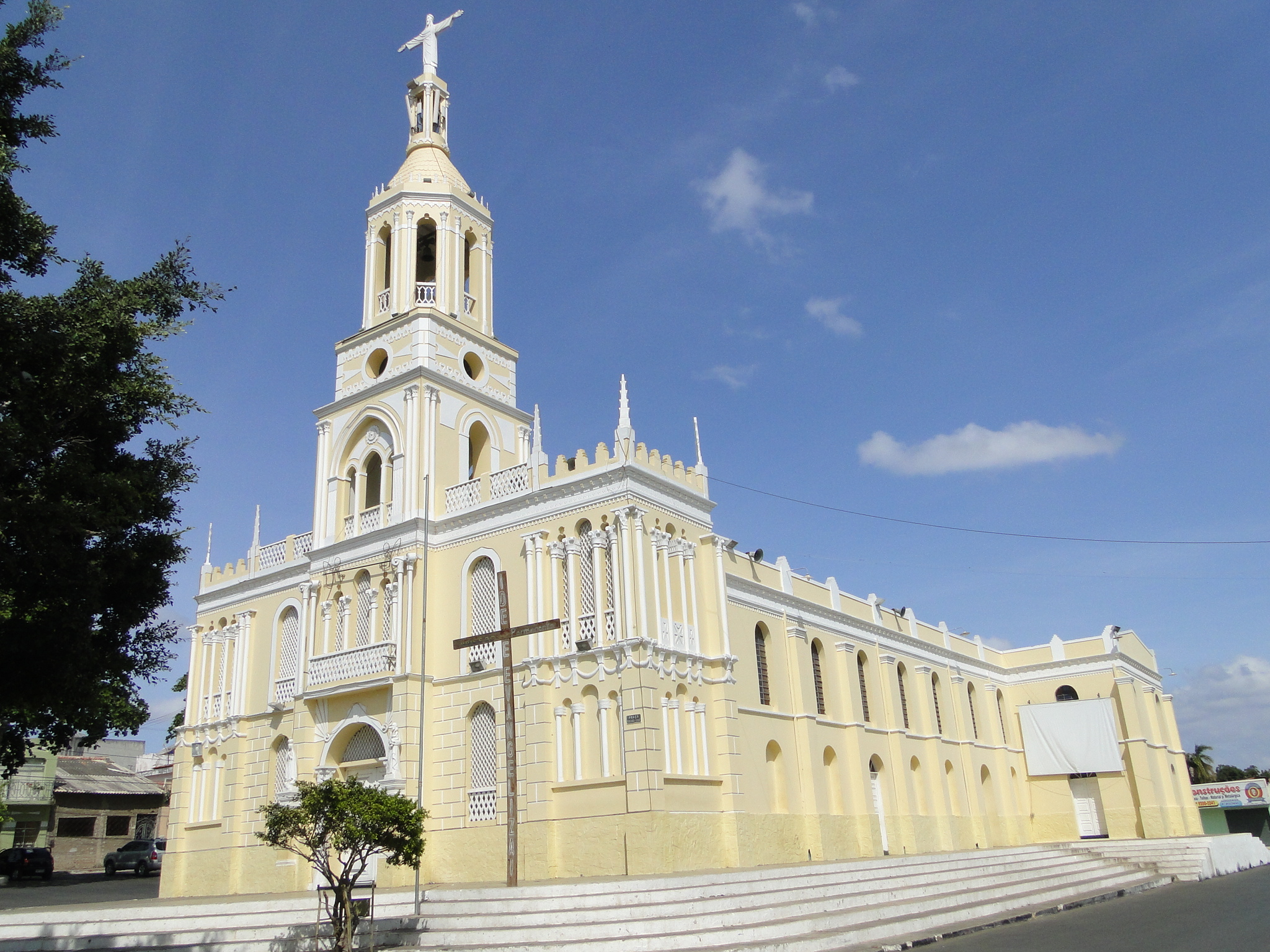
Kathedrale Sant’Ana in Tianguá

## Bischöfe von Tianguá
- Timóteo Francisco Nemésio Pereira Cordeiro OFMCap, 1971–1990
- Francisco Javier Hernández Arnedo OAR, 1991–2017
- Francisco Edimilson Neves Ferreira, seit 2017